# Трансатлантичні перегони одинаків
Трансатлантичні перегони одинаків — перегони вітрильних яхт зі сходу на захід в Північній Атлантиці. Започатковані 1960 року, проводяться кожні чотири роки.
Спочатку перегони проводились під егідою британської газети Observer і мали назву OSTAR (Observer Single-handed Trans-Atlantic Race), надалі, у зв'язку із змінами в спонсорстві, були відомі як CSTAR, Europe 1 STAR, та Europe 1 New Man STAR. Після перегонів 2000 року Королівський Яхт-Клуб (RWS) ухвалив рішення розділити перегони на дві частини: одну для невеликих човнів і аматорів; іншу для професіоналів.

## Історія
Перегони одинаків були задумані Гербертом "Blondie" Хаслером в 1956 році. В цілому, ідея перегонів одинаків була революційною та вкрай небезпечною через несприятливі умови запропонованого маршруту - на захід через Північну Атлантику, проти панівних вітрів.
Хаслер шукав спонсорів для гонки, але в 1959 році ніхто не був готовий її підтримати. Нарешті спонсорство взяла на себе газета Observer і в 1960 році під керівництвом королівського яхт-клубу Західної Англії відбулись перші перегони OSTAR.
Перший старт гонки пройшов з великим успіхом і з тих пір перегони стартують кожні чотири роки і міцно утвердилися як одна з основних подій яхтенного календаря. Назва перегонів кілька разів змінювалися через зміни головного спонсора.
Перегони є одним з полігонів для інновацій гоночних яхт, багато нових ідей почалося саме з OSTAR.

## Учасники та результати

### 1960 рік
| Капітан                 | Судно           | Громадянство    | Клас      | Час                  |
| ----------------------- | --------------- | --------------- | --------- | -------------------- |
| Френсіс Чічестер        | Gipsy Moth III  | Велика Британія | Mono-40   | 40 днів 12 год 30 хв |
| Герберт "Блонді" Хастер | Jester          | Велика Британія | Mono-26   | 48 днів 12 год 02 хв |
| David Lewis             | Cardinal Vertue | Велика Британія | Mono-25   | 55 днів 0 год 50 хв  |
| Val Howells             | EIRA            | Велика Британія | Mono-25   | 62 дні 5 год 50 хв   |
| Jean Lacombe            | Cap Horn        | Франція         | Mono-21.5 | 74 дні               |

### 1964 рік
| Капітан                 | Судно          | Громадянство    | Клас    | Час                     |
| ----------------------- | -------------- | --------------- | ------- | ----------------------- |
| Ерік Табарлі            | Pen Duick II   | Франція         | Mono-44 | 27 днів 3 год 56 хв     |
| Френсіс Чічестер        | Gipsy Moth III | Велика Британія | Mono-40 | 29 днів 23 год 57 хв    |
| Val Howells             | Akka           | Велика Британія | Mono-35 | 32 дні 18 год 8 хв      |
| Alec Rose               | Lively Lady    | Велика Британія | Mono-36 | 36 днів 17 год 30 хв    |
| Герберт "Блонді" Хастер | Jester         | Велика Британія | Mono-26 | 37 днів 22 год 5 хв     |
| Bill Howell             | Stardrift      | Австралія       | Mono-30 | 38 днів 3 год 23 хв     |
| David Lewis             | Rehu Moana     | Велика Британія | Cat-40  | 38 днів 12 год 4 хв     |
| Mike Ellison            | Ilala          | Велика Британія | Mono-36 | 46 днів 6 год 26 хв     |
| Jean Lacombe            | Golif          | Франція         | Mono-22 | 46 days 07 hours 05 min |
| Bob Bunker              | Vanda Caelea   | Велика Британія | Mono-25 | 49 days 18 hours 45 min |
| Mike Butterfield        | Misty Miller   | Велика Британія | Cat-30  | 53 days 00 hours 05 min |
| Geoffrey Chaffey        | Ericht 2       | Велика Британія | Mono-31 | 60 days 11 hours 15 min |
| Derek Kelsall           | Folatre        | Велика Британія | Tri-35  | 61 days 14 hours 04 min |
| Axel Penderson          | Marco Polo     | Данія           | Mono-28 | 63 days 13 hours 30 min |
| Robin McCurdy           | Tammie Norie   | Велика Британія | Mono-40 | retired                 |

### 1968 рік
Перша сімка:
| Skipper            | Boat                 | Nationality     | Class    | Time                    |
| ------------------ | -------------------- | --------------- | -------- | ----------------------- |
| Geoffrey Williams  | Sir Thomas Lipton    | Велика Британія | Mono-57  | 25 days 20 hours 33 min |
| Bruce Dalling      | Voortrekker          | ПАР             | Mono-50  | 26 days 13 hours 42 min |
| Tom Follett        | Cheers               | США             | Proa-40  | 27 days 00 hours 13 min |
| Leslie Williams    | Spirit of Cutty Sark | Велика Британія | Mono-53  | 29 days 10 hours 17 min |
| Bill Howell        | Golden Cockerel      | Австралія       | Cat-42.5 | 31 days 16 hours 24 min |
| Brian Cooke        | Opus                 | Велика Британія | Mono-32  | 34 days 08 hours 23 min |
| Martin Minter-Kemp | Gancia Girl          | Велика Британія | Tri-42   | 34 days 13 hours 15 min |

### 1972 рік
Перша десятка:
| Skipper            | Boat            | Nationality     | Class     | Time                    |
| ------------------ | --------------- | --------------- | --------- | ----------------------- |
| Alain Colas        | Pen Duick IV    | Франція         | Tri-70    | 20 days 13 hours 15 min |
| Jean-Yves Terlain  | Vendredi Treize | Франція         | Mono-128  | 21 days 05 hours 14 min |
| Jean-Marie Vidal   | Cap 33          | Франція         | Tri-53    | 24 days 05 hours 40 min |
| Brian Cooke        | British Steel   | Велика Британія | Mono-59   | 24 days 19 hours 28 min |
| Tom Follett        | Three Cheers    | США             | Tri-46    | 27 days 11 hours 04 min |
| Gerard Pesty       | Architeuthis    | Франція         | Tri-55    | 28 days 11 hours 55 min |
| Martin Minter-Kemp | Strongbow       | Велика Британія | Mono-65   | 28 days 12 hours 46 min |
| Alain Gliksman     | Toucan          | Франція         | Mono-34.5 | 28 days 12 hours 54 min |
| Franco Faggioni    | Sagittario      | Італія          | Mono-50.5 | 28 days 23 hours 05 min |
| James Ferris       | Whisper         | США             | Mono-53.5 | 29 days 11 hours 15 min |

### 1976 рік
| Skipper             | Boat              | Nationality     | Class       | Time                    |
| ------------------- | ----------------- | --------------- | ----------- | ----------------------- |
| Ерік Табарлі        | Pen Duick VI      | Франція         | Mono-73(P)  | 23 days 20 hours 12 min |
| Mike Birch          | The Third Turtle  | Канада          | Tri-32(J)   | 24 days 20 hours 39 min |
| Kazimierz Jaworski  | Spaniel           | Польща          | Mono-38(J)  | 24 days 23 hours 40 min |
| Tom Grossman        | Cap 33            | США             | Tri-53(P)   | 26 days 08 hours 15 min |
| Alain Colas         | Club Mediterranée | Франція         | Mono-236(P) | 26 days 13 hours 36 min |
| Jean Claude Parisis | Petrouchka        | Франція         | Mono-47(G)  | 27 days 00 hours 55 min |
| David Palmer        | FT                | Велика Британія | Tri-35(J)   | 27 days 07 hours 45 min |
| Walter Greene       | Friends           | США             | Tri-30(J)   | 27 days 10 hours 37 min |
| Jaques Timsit       | Arauna IV         | Франція         | Mono-38(G)  | 27 days 15 hours 32 min |
| Alain Gabbay        | Objectif Sud 3    | Франція         | Mono-38(J)  | 28 days 09 hours 58 min |
| Francis Stokes      | Moonshine         | США             | Mono-40(G)  | 28 days 12 hours 46 min |

### 1980 рік, 1/OSTAR
Перша десятка:
| Skipper              | Boat                   | Nationality     | Class      | Time                    |
| -------------------- | ---------------------- | --------------- | ---------- | ----------------------- |
| Philip Weld          | Moxie                  | США             | Tri-51(P)  | 17 days 23 hours 12 min |
| Nick Keig            | Three Legs of Mann III | Велика Британія | Tri-53(P)  | 18 days 06 hours 04 min |
| Philip Steggall      | Jeans Foster           | США             | Tri-38(G)  | 18 days 06 hours 45 min |
| Mike Birch           | Olympus Photo          | Канада          | Tri-46(P)  | 18 days 07 hours 15 min |
| Walter Greene        | Chaussettes Olympia    | США             | Tri-35(G)  | 18 days 17 hours 29 min |
| Kazimierz Jaworski   | Spaniel II             | Польща          | Mono-56(P) | 19 days 13 hours 25 min |
| Czesław Gogołkiewicz | Raczyński 2            | Польща          | Mono-56(P) | Collision               |
| Edoardo Austoni      | Chica Boba             | Італія          | Mono-56(P) | 20 days 02 hours 30 min |
| Daniel Gilard        | Brittany Ferries I     | Франція         | Mono-44(G) | 21 days 00 hours 09 min |
| Ріхард Конкольський  | Nike II                | Чехія           | Mono-44(G) | 21 days 06 hours 21 min |
| Tom Grossman         | Kriter VII             | США             | Tri-56(P)  | 21 days 08 hours 01 min |

### 1984 рік
Перша десятка:
| Skipper          | Boat              | Nationality     | Class      | Time                    |
| ---------------- | ----------------- | --------------- | ---------- | ----------------------- |
| Yvon Fauconnier  | Umupro Jardin V   | Франція         | Tri-53(I)  | 16 days 06 hours 25 min |
| Philippe Poupon  | Fleury Michon     | Франція         | Tri-56(I)  | 16 days 12 hours 25 min |
| Marc Pajot       | Elf Aquitaine II  | Франція         | Cat-59(I)  | 16 days 12 hours 48 min |
| Ерік Табарлі     | Paul Ricard       | Франція         | Tri-60(I)  | 16 days 14 hours 21 min |
| Peter Philips    | Travacrest Seaway | Велика Британія | Tri-60(I)  | 16 days 17 hours 23 min |
| Daniel Gilard    | Nantes            | Франція         | Tri-60(I)  | 16 days 17 hours 51 min |
| Olivier Moussy   | Region Centre     | Франція         | Tri-45(II) | 16 days 19 hours 16 min |
| Бруно Пейрон     | L'iglon           | Франція         | Cat-60(I)  | 16 days 20 hours 21 min |
| Francois Boucher | Ker Cadelac       | Франція         | Tri-50(I)  | 16 days 21 hours 48 min |
| Warren Luhrs     | Thursday's Child  | США             | Mono-60(I) | 16 days 22 hours 27 min |

### 1988 рік
Перші багатокорпусні:
| Skipper         | Boat                  | Nationality | Class     | Time                    |
| --------------- | --------------------- | ----------- | --------- | ----------------------- |
| Philippe Poupon | Fleury Michon         | Франція     | Tri-60(I) | 10 days 09 hours 15 min |
| Olivier Moussy  | Laiterie Mt St Michel | Франція     | Tri-60(I) | 11 days 04 hours 17 min |
| Loïck Peyron    | Lada Poch II          | Франція     | Tri-60(I) | 11 days 09 hours 02 min |
| Philip Steggall | Sebago                | США         | Tri-60(I) | 11 days 09 hours 55 min |
| Бруно Пейрон    | VSD                   | Франція     | Cat-60(I) | 12 days 23 hours 20 min |

Перші однокорпусні:
| Skipper           | Boat                 | Nationality | Class        | Time                    |
| ----------------- | -------------------- | ----------- | ------------ | ----------------------- |
| Jean Yves Terlain | UAP 1992             | Франція     | Mono-60(I)   | 17 days 04 hours 05 min |
| John Martin       | Allied Bank          | ПАР         | Mono-60(I)   | 17 days 08 hours 18 min |
| Jose Ugarte       | Castrol Solo         | Іспанія     | Mono-60(I)   | 17 days 21 hours 47 min |
| Titouan Lamazou   | Ecureuil d'Aquitaine | Франція     | Mono-60(I)   | 18 days 07 hours 00 min |
| Courtney Hazelton | Mariko               | США         | Mono-45(III) | 21 days 05 hours 44 min |